# Голгофа (саундтрек)
Calvary (Original Motion Picture Soundtrack) — саундтрек Патрика Кэссиди к ирландскому фильму 2014 года «Голгофа» (англ. Calvary) режиссёра и сценариста Джона Майкла Макдонаха.

## Создание
Музыка для фильма была написана композитором Патриком Кэссиди и спродюсирована его братом Фрэнком Кэссиди. 26 февраля 2013 года началась студийная запись в исполнении Концертного оркестра радио и телевидения Ирландии. Впоследствии Патрик говорил: «"Голгофа" была просто одним из тех фильмов, где всё складывалось хорошо. <...> Была отличная атмосфера на протяжении всего постпродакшна».
При том, что Джону Майклу Макдонаху само наличие музыки в фильме не столь важно для наслаждения от просмотра и он может спокойно смотреть, например, фильмы Михаэля Ханеке, режиссёр всё же понимает, что музыка помогает большинству зрителей эмоционально соединяться с фильмом, поэтому Макдонах использовал партитуры Патрика Кэссиди, но довольно экономно и в очень конкретные моменты. Также Джон Майкл назвал Патрика идеальным композитором для совместной работы, а сочинённую им музыку для фильма — эмоциональной и трогательной.

## Список композиций
Вся музыка написана Патриком Кэссиди.
| №                   | Название                                             | Длительность |
| ------------------- | ---------------------------------------------------- | ------------ |
| 1.                  | «Na Mbeannaíochtaí (The Beatitudes I)»               | 4:10         |
| 2.                  | «Calvary Theme»                                      | 2:58         |
| 3.                  | «Ben Bulben (feat. Aya Peard & Iarla Ó Lionáird)»    | 3:53         |
| 4.                  | «The Beach»                                          | 1:33         |
| 5.                  | «Don't Change the Subject»                           | 0:36         |
| 6.                  | «Memories Fade (feat. Aya Peard & Iarla Ó Lionáird)» | 1:08         |
| 7.                  | «Fiona Awakens»                                      | 1:04         |
| 8.                  | «Teresa»                                             | 3:29         |
| 9.                  | «Confession»                                         | 2:17         |
| 10.                 | «Freddy Joyce»                                       | 0:57         |
| 11.                 | «Why Am I Here»                                      | 1:39         |
| 12.                 | «Your Church Is On Fire»                             | 1:21         |
| 13.                 | «Veronica»                                           | 1:43         |
| 14.                 | «Third Act Revelation»                               | 3:19         |
| 15.                 | «Bruno»                                              | 0:59         |
| 16.                 | «Country Lane»                                       | 0:44         |
| 17.                 | «Dream»                                              | 0:36         |
| 18.                 | «But I Will Go On»                                   | 2:40         |
| 19.                 | «Forgiveness»                                        | 1:03         |
| 20.                 | «A Lone Figure»                                      | 2:57         |
| 21.                 | «Say Your Prayers»                                   | 4:02         |
| 22.                 | «Na Mbeannaíochtaí (The Beatitudes II)»              | 4:15         |
| Общая длительность: | Общая длительность:                                  | 47:36        |

## Критика
Саундтрек получил хорошие отзывы и оценки на сайтах Allmusic, Soundtrack Geek («Звучит ностальгически в некотором смысле и очень эмоционально. <…> Чудесный саундтрек!»), Film.Music.Media («Прекрасный саундтрек, наполненный до краёв эмоциональной тяжестью и некоторой экзистенциальной многозначительностью»), MOVIE MUSIC UK («Саундтрек в высшей степени прекрасен. Он находится в этом замечательном пространстве между благоговейной, литургической церковной музыкой и мощным кинематографическим драматизмом»), Score Cues («Безоговорочно рекомендуется.») и PopOptiq («Скудные лейтмотивы сбивают с толку даже на третьем или четвёртом прослушивании, но туманное единообразие Голгофы обретает определённость в инструментальных переменах»).
Обозреватель американского журнала The Hollywood Reporter Дэвид Руни определил музыку как «душевную, квази-священную». Кэтрин Килкенни из IndieWire (США) отдельно отметила, что музыка Патрика Кэссиди имитирует церковную акустику.

## Награды
В декабре 2014 года было объявлено, что саундтрек попал в лонг-лист из 114 претендентов на номинацию 87-й премии «Оскар» за лучший саундтрек. В преддверии объявления номинантов на премию «Оскар» интернет-издание The Daily Edge отмечало, что ирландские надежды возлагаются именно на фильм «Голгофа». Однако в итоге ни саундтрек, ни сама кинокартина не участвовали в борьбе за «Оскар».
| Год  | Название                                           | Дата церемонии | Категория                     | Номинант       | Результат | Ист.          |
| ---- | -------------------------------------------------- | -------------- | ----------------------------- | -------------- | --------- | ------------- |
| 2014 | 11-я Премия Ирландской академии кино и телевидения | 5 апреля       | Лучший оригинальный саундтрек | Патрик Кэссиди | Номинация | [ 19 ]        |
| 2014 | 14-я World Soundtrack Awards                       | 25 октября     | Открытие года                 | Патрик Кэссиди | Номинация | [ 20 ] [ 21 ] |
| 2015 | 30-я ASCAP Film and Television Music Awards        | 9 марта        | Саундтрек года                | Патрик Кэссиди | Номинация | [ 22 ] [ 23 ] |

## Другая музыка в фильме
Среди не оригинальной музыки — следующие девять композиций:
- The Dolphins — Фрэд Нил[англ.]
- Hong Kong Blues[англ.] — Хоги Кармайкл
- Lazybones[англ.] — Джонни Мерсер и Хоги Кармайкл
- Run Rabbit Run — Ноэл Гай (музыка), Ральф Батлер (текст), Flanagan and Allen[англ.] (исполнение)
- My Name Is Carnival — Джексон Си Фрэнк
- One Bourbon, One Scotch, One Beer[англ.] — Руди Тумбс[англ.], Амос Милберн[англ.]
- Snake Song — Таунс Ван Зандт
- New World in the Morning[англ.] — Роджер Уиттакер
- Subo — Роландо Амадео Вальядарес (слова, музыка), Los Chiriguanos (исполнение)